# Championnats du Nigeria de cyclisme sur route
Les championnats du Nigeria de cyclisme sur route ont été organisés en 2006, 2013 et 2023.

## Hommes

### Podiums de la course en ligne
| Année | Vainqueur      | Deuxième             | Troisième         |
| ----- | -------------- | -------------------- | ----------------- |
| 2006  | Owen Osaze     | Afis Bakaré          | Pam Choji         |
| 2013  | Sodiq Ajibade  | Caleb Kalizibe       | Goodnews Clifford |
| 2023  | Kurotimi Abaka | Bethel Temple Okeyah | Adeniran Opeyemi  |

### Podiums du contre-la-montre
| Année | Vainqueur   | Deuxième | Troisième |
| ----- | ----------- | -------- | --------- |
| 2006  | Samuel Kudu | ???      | ???       |